# Malabarmuskaatduif
De malabarmuskaatduif (Ducula cuprea) is een vogel uit de familie der Columbidae (Duiven en tortelduiven).

## Verspreiding en leefgebied
Deze soort is endemisch in de West-Ghats, een bergketen in India.